# Unterart
Die Unterart oder Subspezies (lateinisch subspecies, abgekürzt subsp. oder ssp.) ist in der biologischen Systematik die taxonomische Rangstufe direkt unterhalb der Art. In der Botanik stehen unter ihr die Varietät und die Form. In der Zoologie und der Bakteriologie ist die Unterart die niedrigste Rangstufe. Sie stellt taxonomisch eine sekundäre Kategorie dar, wird also nur bei Bedarf eingesetzt und kann manchmal durch den Fachbegriff Population ersetzt werden.

## Definition
Ernst Mayr definierte die Unterart 1969 in Principles of Systematic Zoology so:

„Eine Subspezies ist die Zusammenfassung phänotypisch ähnlicher Populationen einer Art, die ein geographisches Teilgebiet des Areals der Art bewohnen und sich taxonomisch von anderen Populationen der Art unterscheiden.“

Wie alle anderen hierarchischen Rangstufen der biologischen Systematik außer der Art ist die Unterart als Rang nicht objektivierbar, sondern beruht auf Konvention.

„Im Hinblick auf die vielen Fälle falscher Benutzung des Terminus muß betont werden, daß die Unterart eine von der Art grundverschiedene Kategorie darstellt. Es gibt kein Kriterium zur Definition der Kategorie Subspezies, das nicht künstlich wäre. Die Unterart ist auch keine Evolutionseinheit – es sei denn sie stellt zugleich ein geographisches Isolat dar.“

 Das bedeutet nicht, dass tatsächlich beobachtbare oder abgrenzbare Subspezies keine realen biologischen Einheiten wären. Es ist aber zwischen verschiedenen Fachleuten oft umstritten, ob die objektiven Unterschiede für die Definition einer Unterart ausreichend sind. Viele Fachleute ziehen es vor, nur den Begriff Population zu verwenden.

## Anwendung
In der Zoologie und in der Botanik werden Gruppen von ähnlichen Individuen als Unterarten bezeichnet, wenn die Individuen der einen Gruppe einerseits offenkundig mit denen der anderen Gruppen paarungsfähig sind (also ein wichtiges Kriterium der Abgrenzung von Arten nicht erfüllen), andererseits aber als Gruppe (als Sippe) hinreichend eindeutig gegen andere Gruppen (Sippen) abgrenzbar sind und zudem eine bestimmte geographische Unterregion des Verbreitungsgebietes der Art bewohnen. Die Systematiker führen somit Unterarten vor allem bei besonders formenreichen Arten ein, wobei eine wirklich scharfe Abgrenzung dieser infraspezifischen Taxa nicht immer gelingt. Rezente Unterarten sind stets räumlich oder zeitlich unterschiedlich ausgebreitet (vikariierend), aber oft nicht völlig isoliert. Bei Kreuzung bilden sie in der Regel fertile Bastarde (abgekürzt: nothosubsp. oder nssp., griech. nóthos = unecht, unehelich).
Im Überlappungsbereich ihrer Verbreitungsgebiete (Hybridisationszone) sind Unterarten in der Regel durch so genannte Übergangspopulationen miteinander verbunden. Der Grund für solche fließenden Übergänge liegt darin, dass zwischen Unterarten mit Hybridisationszonen keine Fortpflanzungsbarrieren bestehen. Doch wenn eine Population von ihrer Ausgangspopulation getrennt wird, dann kann sich daraus in einem stetig fortlaufenden Prozess der Artbildung eine neue Art entwickeln, die dann Isolationsmechanismen zu den anderen Populationen erworben hat. Durch solche fließenden Übergänge kann es viele verschiedene Formen geben.
Heute werden zur Abgrenzung von Unterarten in der Regel keine kontinuierlich über die Gesamtpopulation variierenden Merkmale (klinale Variation) herangezogen und diese Population dadurch völlig willkürlich unterteilt, sondern es werden distinkte Merkmalsunterschiede verwendet, die sich im Laufe einer zeitweiligen geographischen Isolation ausgebildet haben.
In der biologischen Nomenklatur wird die Unterart mit einer dreiteiligen Bezeichnung, dem Trinomen, gekennzeichnet. So steht das Trinomen Panthera leo massaicus beispielsweise für eine (heute meist nicht mehr anerkannte) Unterart des Löwen. In der Botanik ist noch zusätzlich die Abkürzung subsp. einzufügen (z. B. Lilium pardalinum subsp. pitkinense), vom Gebrauch des häufig zu findenden Kürzels „ssp.“ wird mittlerweile vom ICBN abgeraten.

## Geschichte

### Unterart in der Botanik
Carl von Linné verwandte den taxonomischen Begriff der Unterart nicht, unterhalb der Art gab es bei ihm nur die Varietät. Sie umfasste jede Abweichung vom Idealtyp der Art, in seinen Arbeiten markierte er sie mit einem führenden griechischen Buchstaben. In seinem Werk Philosophia Botanica von 1751 definierte er in der These 158 die Varietät als eine umweltbedingte, reversible und nicht vererbliche Abänderung des Phänotyps:

„Varietas est Planta mutata a caussa accidentali: Climate, Solo, Calove, Ventis, &c. reductitur itaque in Solo mutato."“

„Die Varietät ist eine Pflanze, die aus einer zufälligen Ursache verändert ist: Klima, Boden, Wärme, Winde usw., die daher auf geändertem Boden wieder zurückschlägt.“

Diese Definition wandte aber auch Linné selbst nicht widerspruchsfrei an.
Ähnlich wie die Varietäten finden sich bei ihm auch bereits Unterarten, wenngleich er den Begriff noch nicht verwandte. Wie bei der Varietät führte er im Anschluss an den Arteintrag Untereinträge mit einem führenden griechischen Buchstaben an, ergänzte diese Einträge jedoch noch um ihnen eigene Namen, so beispielsweise bei Primula veris: α officinalis L., β elatior L. und γ acaulis L. In diesem speziellen Fall verdeutlichte er die besondere Position der Gruppen noch per einer Anmerkung, welche die Stabilität der Merkmale und die Bedeutung geographischer Verbreitung festhält: „Obschon diese Varietäten also konstant sind, unterscheide ich durchaus nicht eine afrikanische von einer europäischen Art.“ So unterschied Linné inhaltlich wie formal zwar zwischen Varietäten und Unterarten im heutigen Sinn, subsumierte sie aber sämtlich unter dem Begriff der varietas.
Erst sein Schüler Jakob Friedrich Ehrhart trennte Linnés Vorgehen auch sprachlich auf. 1780 schrieb er in seinem Versuch eines Verzeichnisses der um Hannover wild wachsenden Pflanzen vorab, dass er die „Scheinarten, Halbarten oder Subspecies“ mit dem von Linné eingeführten Namen angeführt habe und weitere neu beschreiben werde. Zugleich grenzt er diese explizit von der Varietät ab, indem er angibt, dass er ebenso gern mit den „Varietäten oder Spielarten“ verfahren würde, aber davon hier absehe. 1784 liefert er dann die erste Definition der Unterart:

„Halbarten, Scheinarten, Subspecies. [...] Es sind, mit einem Worte Varietates constantes, oder ein Mittel zwischen Arten und Spielarten. Sie unterscheiden sich von Arten, dass sie in kleinen und weniger beträchtlichen Umständen von einander abgehen und von Spielarten differiren sie, daß sie sich beständig durch den Saamen fortpflanzen, und immer wieder ihresgleichen zeugen.“

Entscheidend für den Durchbruch des Begriffs in der Botanik aber war seine Verwendung durch Christian Hendrik Persoon 1805. Konzeptionell führte er den Unterartbegriff weiter, den bereits Linné vertreten hatte, trennte aber erstmals sowohl begrifflich wie nomenklatorisch zwischen Unterart und Varietät. Anders als Ehrhart verwandte er auch keinen Alternativbegriff wie „Halbart“, so dass erst Persoons Begriff eindeutig war. In Deutschland und den von der deutschen Botanik geprägten Ländern setzte sich der Begriff Unterart / Subspecies anfangs durch, nicht aber im französischsprachigen Raum, dort sprach man bevorzugt von der „Form“. Weitere Begriffe wurden geschaffen („Race“, „dauerhafte Abart“), keiner jedoch setzte sich durch und Begriff und Rangstufe gerieten zeitweise außer Gebrauch.
Verstärkt wurde dies durch die allgemeine Aufweichung taxonomischer Ränge im Gefolge der Veröffentlichung von Charles Darwins „Die Entstehung der Arten“ 1859. Darwin schrieb „Niemand kann eine klare Trennlinie ziehen zwischen individuellen Unterschieden und leichten Varietäten; oder zwischen deutlicher ausgeprägten Varietäten und Unterarten und Arten.“ Der Erfolg dieses Buches führte zu einem relativen Rückschritt in taxonomischer Hinsicht, da durch seinen fließenden und künstlichen Artbegriff zuvor bereits errungene Abgrenzungen zwischen den Rangstufen wieder verloren gingen.

### Unterart in der Zoologie
Der deutsche Entomologe und Botaniker Eugen Johann Christoph Esper führte dann als erster Zoologe in seiner 1781 erschienenen Dissertation De varietatibus specierum in naturæ productis den Begriff der Subspecies als notwendig getrennte Rangstufe zwischen Unterart und Varietät ein. Er unterschied zwischen „zufälligen Varietäten“, die er varietates nannte, und „wesentlichen Varietäten“, die er als subspecies bezeichnete.
Der dänische Ornithologe Frederik Faber formulierte 1825 ein geographisches wie morphologisches Konzept von der Art. Wie bei der Varietät unterschied er gleichermaßen verschiedene, in sich jedoch konstante Sippen. Er unterließ es jedoch, dafür einen Begriff einzuführen. Faber sah das räumliche Zentrum einer Art als ihren „Typusort“, anerkannte aber von diesem durch Wanderung entfernte, morphologisch verschiedene Sippen als in sich konstant in ihren Merkmalen, wodurch die Linnésche varietas nicht mehr, die Art aber noch nicht griff, da ja alle Vertreter weiterhin zu einer Fortpflanzungsgemeinschaft gehörten.
Erst der Ornithologe Hermann Schlegel schuf 1844 mit der Conspecies eine der Unterart entsprechende Rangstufe, definierte sie und führte eine ternäre Nomenklatur ein, also einen weiteren Namensbestandteil zusätzlich zum die Art eindeutig benennenden Binomen.

### Unterart in der Anthropologie
Genetisch betrachtet (Genotyp) sind alle Menschen zu 99,9 % identisch. Obgleich bei einigen Populationen, z. B. bei den Aborigines in Australien, den Negritos in Asien oder den San in Afrika, eine so lange räumliche Isolation existiert, dass Kriterien für Unterarten aus zoologischer Sicht denkbar wären, wird wissenschaftlich und historisch begründet keine weitere Untergliederung der Art Homo sapiens vorgenommen.
Räumliche Isolationen als Vorbedingung für die Bildung von Unterarten herrschten für die Menschengruppen der Vorzeit über sehr lange Zeiträume, da die Menschheit damals nur aus wenigen hunderttausend Individuen bestand. In dieser Zeit entstanden einige neue körperliche Merkmale aufgrund der evolutionären Anpassungen an die jeweiligen Umweltbedingungen (z. B. Epikanthus-Falte, unterschiedliche Hautfarben, Lactosetoleranz, Pfefferkornhaar). Im Laufe der Geschichte wuchs die Zahl der Menschen jedoch exponentiell, so dass sich die verschiedenen Populationen begegneten und in vielfältiger Weise wieder vermischten. Dies ist die Ursache dafür, dass die genetischen Unterschiede zwischen einzelnen Menschen einer Population heute häufig deutlich größer sind als zwischen verschiedenen Populationen. Insbesondere der Humangenetiker Cavalli-Sforza hat diese Tatsache beim Menschen umfangreich untersucht und belegt.

### Geographische Rassen
Mit der Zeit nahm die Fülle der gesammelten und beschriebenen Lebewesen enorm zu, was dazu führte, dass immer mehr innerartliche Unterschiede zu Tage traten. Die Variationen selbst, ihre Bandbreite und die Frage nach den Ursachen weckten das Interesse der Forscher. Fortan sammelte man nicht mehr nur einzelne sorgfältig ausgewählte Exemplare, die vielleicht besonders prächtig, anschaulich oder typisch schienen, sondern ganze Serien an den verschiedensten Fundorten und verglich sie miteinander. Dabei stellte sich heraus, dass die gesammelten Stücke einander besonders ähnlich waren, wenn sie vom selben Ort oder aus derselben Region stammten, wohingegen die Verschiedenheit besonders ausgeprägt war, wenn Serien weit auseinander liegender Lokalitäten miteinander verglichen wurden. Auf ihren ausgedehnten Reisen im 18. und 19. Jahrhundert fanden die Forscher immer weitere Populationen, die sich in allen möglichen Details von dem unterschieden, was man bislang für den Typus der jeweiligen Art hielt.
Als man erkannte, dass geographische Variationen etwas völlig anderes sind als das, was bislang als Rassen oder Varietäten bezeichnet wurde, versuchte man das auch terminologisch zum Ausdruck zu bringen. Auf bestimmte Teilareale des Gesamtareals der Art beschränkte Populationen mit abweichender Merkmalsausprägung, phänotypische Gruppen oder Morphe, die sich bestimmten geographischen Lokalitäten zuordnen ließen, wurden im Unterschied zu den bislang als Varietäten oder Rassen bezeichneten Taxa als „geographische Rassen“, „geographische Varietäten“ und später als „Unterarten“ bezeichnet.
Etwa bis Ende des 19. Jahrhunderts galt die Unterart als eine taxonomische Einheit ähnlich der Morphospezies, jedoch von niederem taxonomischem Rang, sie wurde nach wie vor völlig typologisch behandelt. Viele Autoren benutzten die Termini Subspezies und Unterart ähnlich unkritisch und unspezifisch wie zuvor schon Rasse oder Varietät und bezeichneten damit beliebige unterscheidbare Einheiten, die weniger verschieden waren als Arten. Dabei vernachlässigten sie die schon von Pallas und Esper herausgearbeitete wesentliche Komponente des neuen Begriffes, die zumindest teilweise geographische Isolation. Unterarten sind allopatrisch und allochron.

## Belege
1. 1 2  Ernst Mayr: Die Entwicklung der biologischen Gedankenwelt. S. 232.
2. 1 2  Ernst Mayr: Grundlagen der zoologischen Systematik. S. 45.
3. ↑  Vgl. hierzu Ernst Mayr: Das ist Evolution. München 2011, S. 217.
4. ↑  Carl von Linné: Philosophia botanica : in qua explicantur fundamenta botanica cum definitionibus partium, exemplis terminorum, observationibus rariorum, adjectis figuris aeneis / Caroli Linnæe. apud Godofr. Kiesewetter,, Stockholmiæ 1751, S. 100, doi:10.5962/bhl.title.37652 (biodiversitylibrary.org [abgerufen am 18. August 2024]).
5. ↑  Ernst Mayr: Die Entwicklung der biologischen Gedankenwelt: Vielfalt, Evolution und Vererbung. Springer, Berlin 1984, ISBN 978-3-540-13259-2, S. 231.
6. ↑  „Varietates licet constantes, β et γ non specie distinguo uti nec Maurum ab Europaeo.“ Zitiert nach: Hans Peter Fuchs: Historische Bemerkungen zum Begriff der Subspezies. In: Taxon. 7(2), 1958, S. 46.
7. 1 2  Hans Peter Fuchs: Historische Bemerkungen zum Begriff der Subspezies. In: Taxon. 7(2), 1958, S. 44–52.
8. ↑  A. O. Chater, R. K. Brummitt, Friedrich Ehrhart: Subspecies in the Works of Friedrich Ehrhart. In: Taxon. 15(3), 1966, S. 95–106.
9. ↑  Friedrich Ehrhart: Botanische Bemerkungen In: Hannover. Mag. (11): 168–176, 1784.
10. ↑  „No one can draw any clear distinction between individual differences and slight varieties; or between more plainly marked varieties and subspecies, and species.“ C. Darwin: The Origin of Species. 1. Auflage, London, S. 469.
11. 1 2 3  K. Senglaub: Neue Auseinandersetzungen mit dem Darwinismus In: Ilse Jahn (Hrsg.): Geschichte der Biologie, 3. Auflage, 2000, ISBN 3-8274-1023-1, S. 564–566.
12. ↑  T. Borgmeier: Basic questions of systematics. In: Systematic Zoology, 1957, Bd. 6, S. 63.
13. ↑  Ernst Mayr: Artbegriff und Evolution. S. 268.
14. 1 2  Gary Stix: Wie hat sich die Menschheit ausgebreitet? In: Spektrum der Wissenschaft. Spektrumverlag, Heidelberg September 2009.
15. ↑  Deutsche Zoologische Gesellschaft: Jenaer Erklärung. In: Friedrich-Schiller-Universität Jena. Friedrich-Schiller-Universität Jena, Deutsche Zoologische Gesellschaft, September 2019, abgerufen am 26. März 2020.
16. ↑  Biologen in unserer Zeit: Zur Rassenfrage. 1996, abgerufen am 8. Juli 2021 (deutsch).
17. ↑  Luigi Luca Cavalli-Sforza: Gene, Völker und Sprachen. Die biologischen Grundlagen unserer Zivilisation. Hanser, München / Wien 1999.